# Assateague Island
Assateague Island est une île barrière d'une soixantaine de kilomètres de long formant une barrière entre l'océan Atlantique et les côtes de la Virginie et du Maryland aux États-Unis (péninsule de Delmarva). Elle est réputée pour ses troupeaux de chevaux sauvages et ses plages ayant gardé leur environnement naturel.

## Une zone naturelle protégée
Trois réservés naturelles permettent la préservation de l'environnement sur cette île considérée par les Nations unies comme une réserve de bio-diversité. Depuis 1943, le Chincoteague National Wildlife Refuge, en Virginie, s'occupe de la préservation de l'habitat naturel des animaux. L’Assateague Island National Seashore, situé à cheval entre la Virginie et le Maryland, fut fondé en 1965 pour préserver l'île et organiser des activités de loisirs. Enfin, dans le Maryland, l'Assateague State Park poursuit les mêmes buts.
L'île contient également de nombreux marais, baies et criques. L'accès  pour des voitures est possible par plusieurs pont au Maryland et en Virginie, bien que la route ne permette le trajet sur toute la longueur nord/sud de l'île.

## Les chevaux sauvages
L'île est le refuge d'une race de poneys sauvages connue sous le nom de cheval Assateague dans le Maryland et le poney Chincoteague en Virginie. Ce sont des descendants de chevaux domestiques revenus à l'état sauvage et dont les spécialistes s'accordent à considérer qu'ils ont retrouvé l'ensemble des comportements caractérisant leurs ancêtres avant la domestication.

## Autres faunes
De nombreuses populations d'oiseaux habitent l'île, en particulier l'Huîtrier d'Amérique, le Grand Héron, et l'Aigrette neigeuse. Il y a plus de 320 espèces qui sont recensées pour habiter l'île pendant une partie de l’année, incluant des goélands, des sternes, et d'autres oiseaux de rivage, avec des rapaces, des oiseaux d'eau, et la sauvagine. Le pluvier siffleur est une espèce menacée qui niche sur Assateague

## Tourisme
On trouve sur l'île plusieurs sentiers de randonnée plus ou moins longs, parmi lesquels le Woodland Trail. L'île n'a pas de population résidente dans le Maryland ou la Virginie, bien que quelques-uns aient conservé des droits de propriété. Le parc d'État est la zone la plus développée de l'île avec 350 campings.

## Divers
L'intrigue de l'épisode 18, saison 1, de la série télévisée Bones se déroule sur l'île.

## Galerie

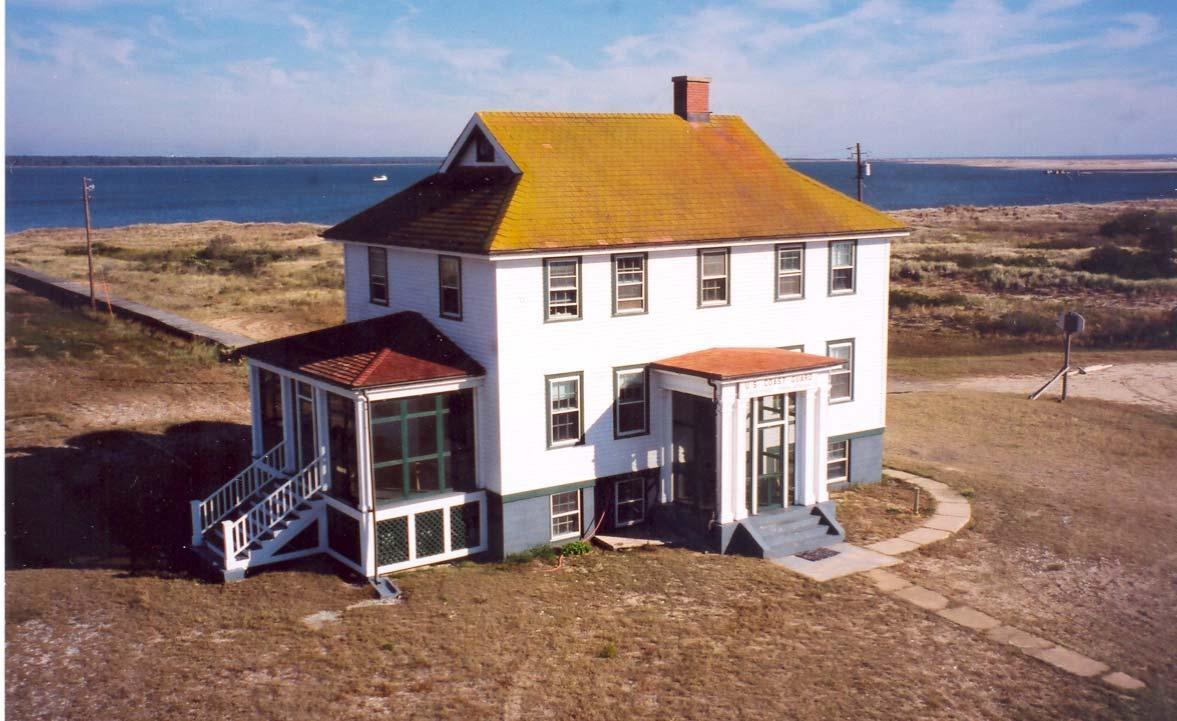
Assateague Beach Coast Guard Station.
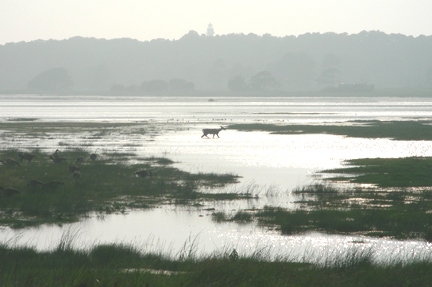
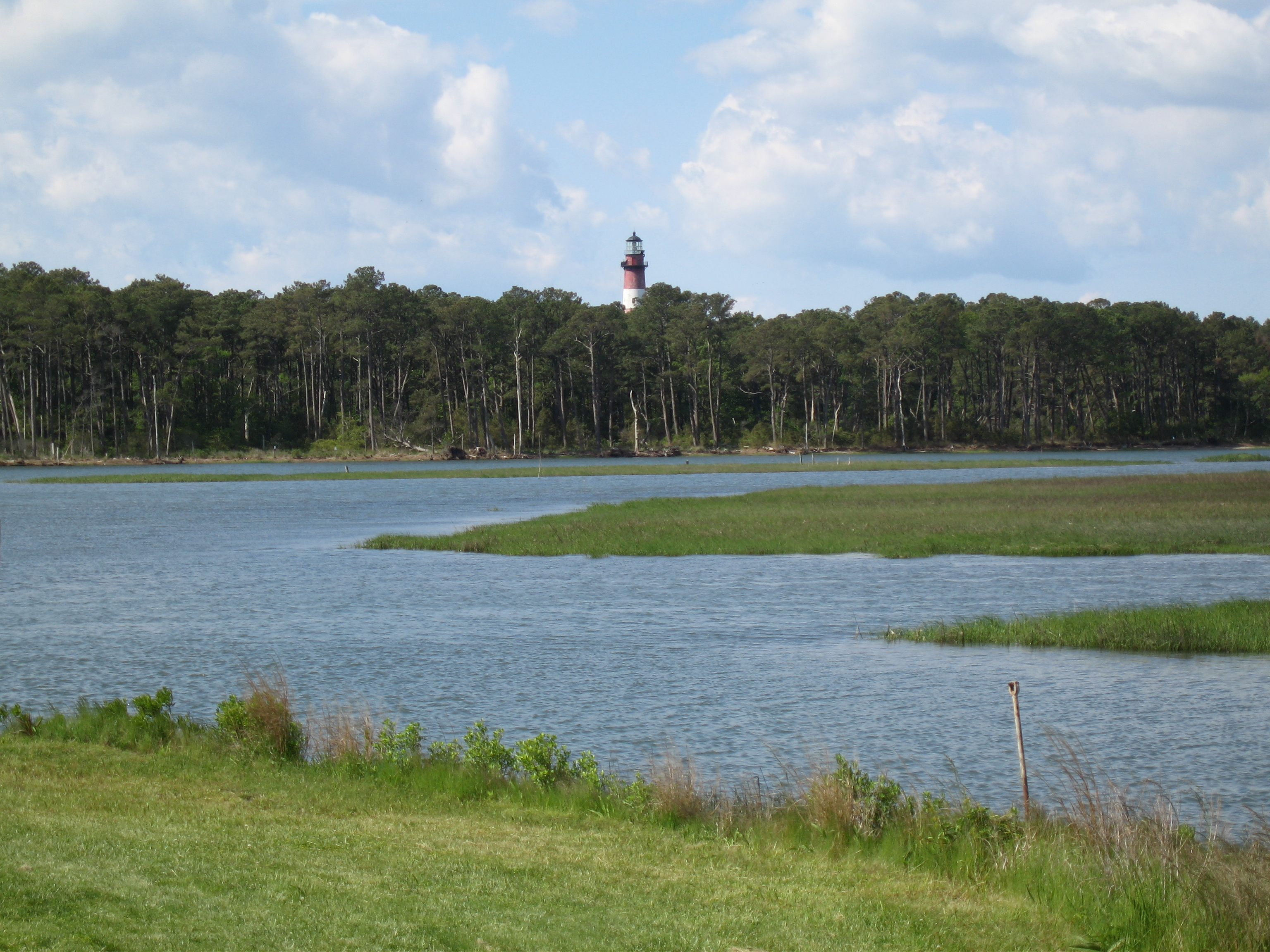
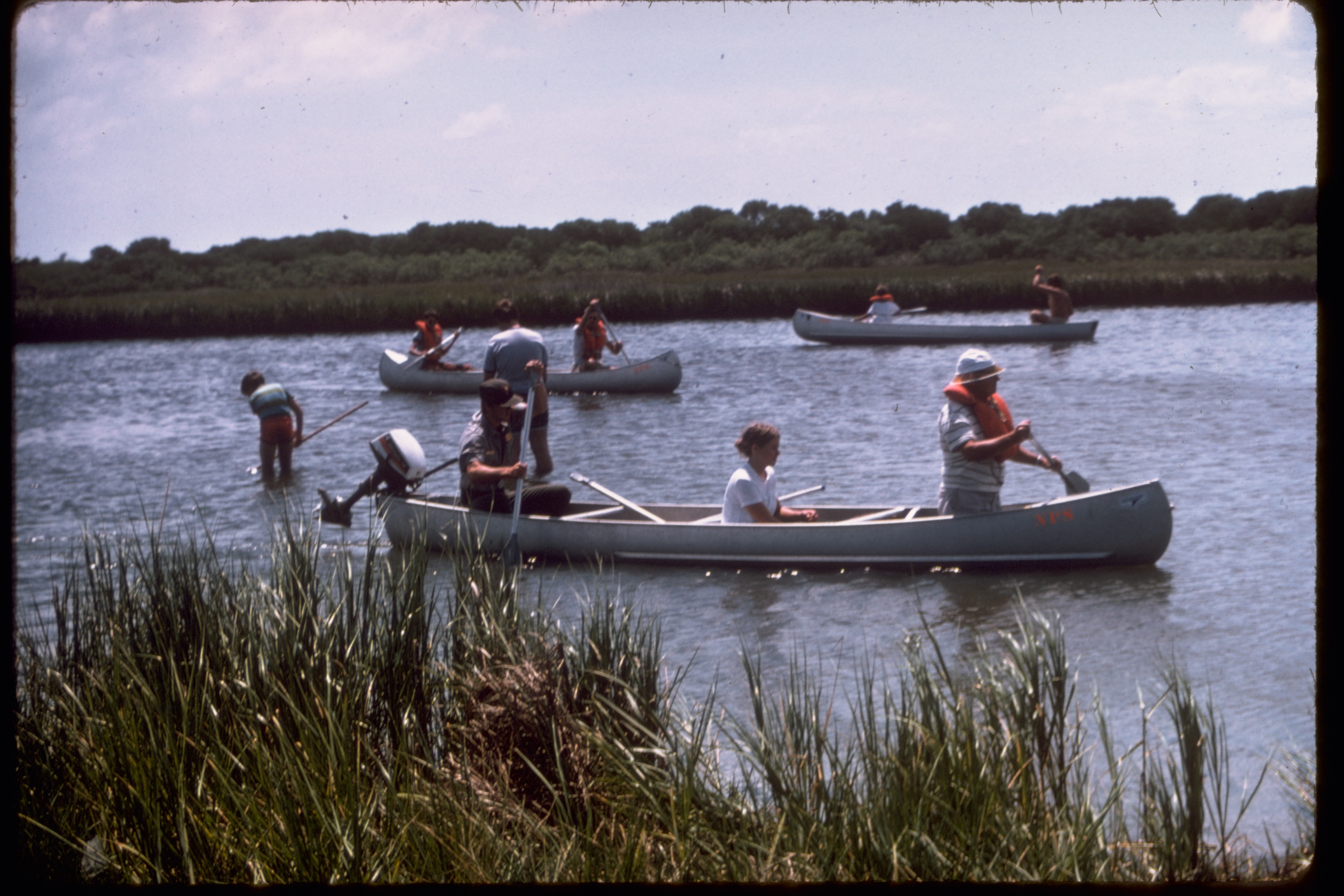
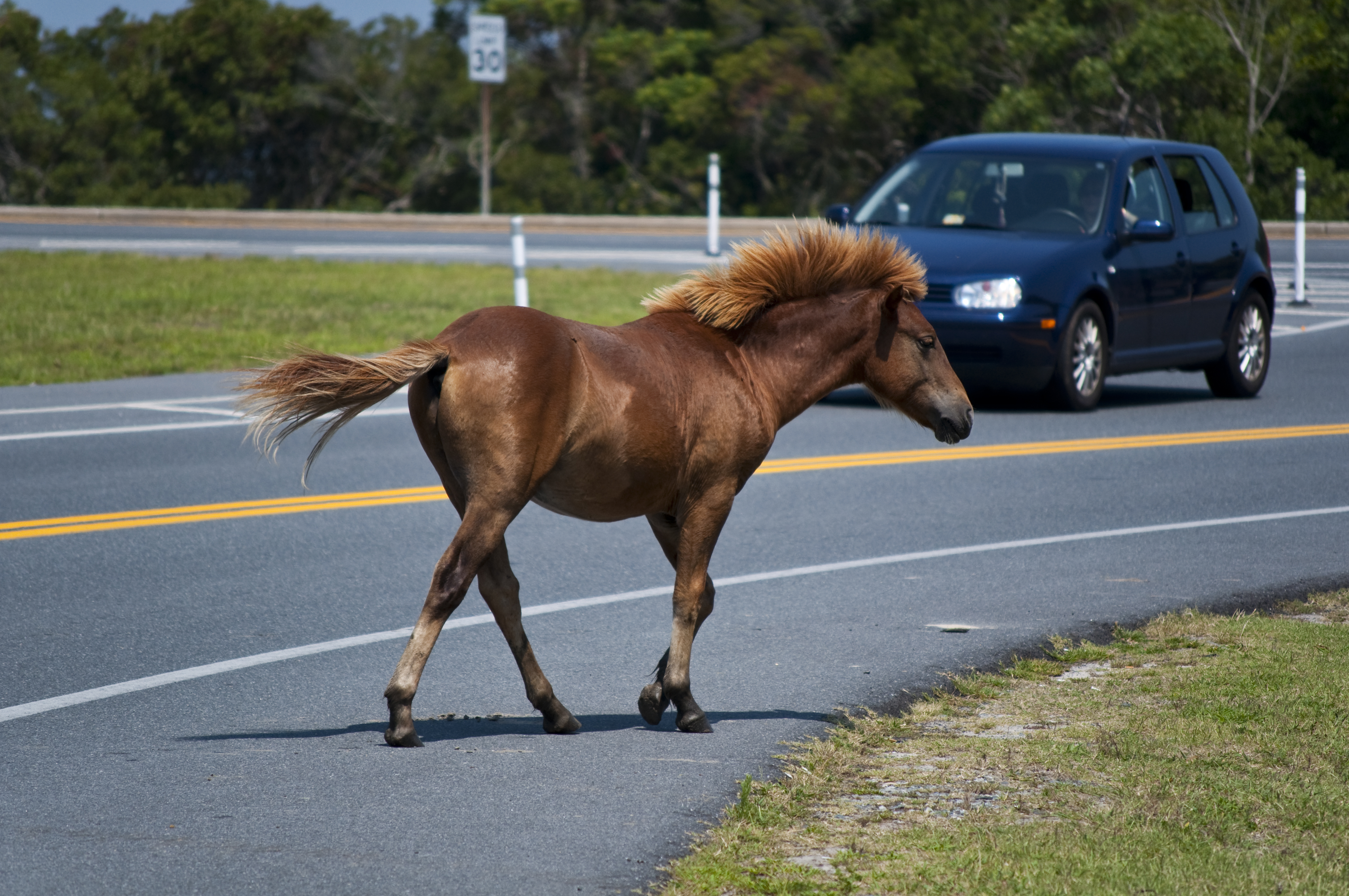
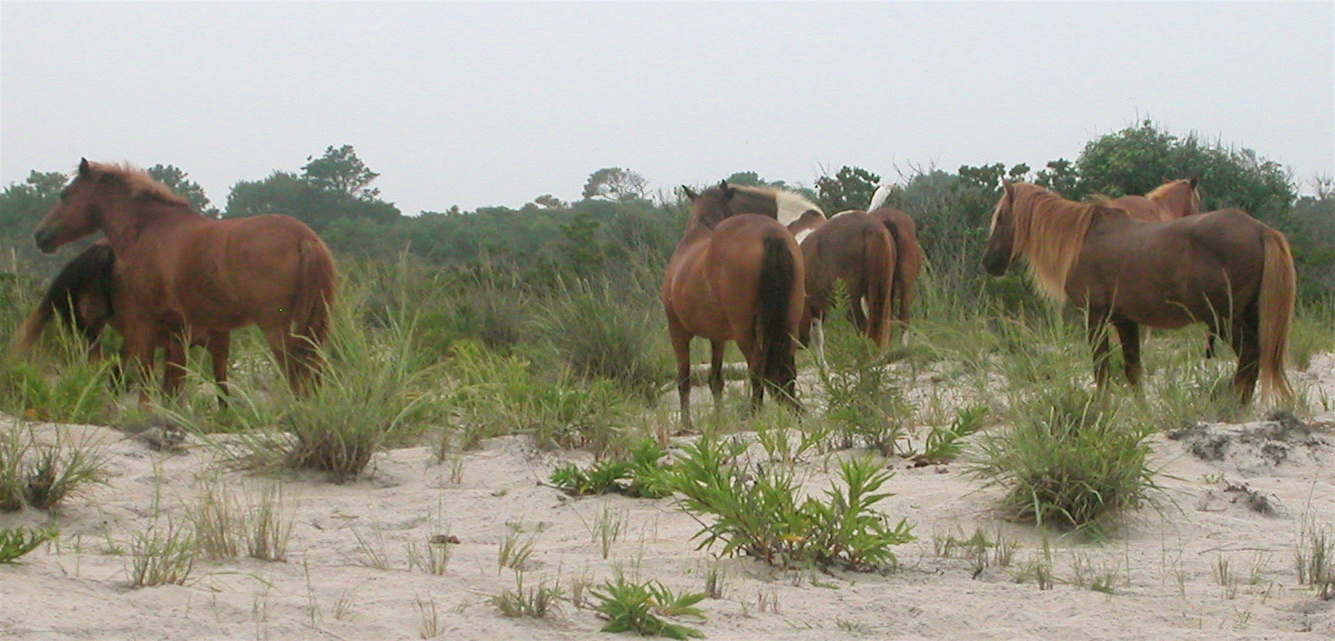
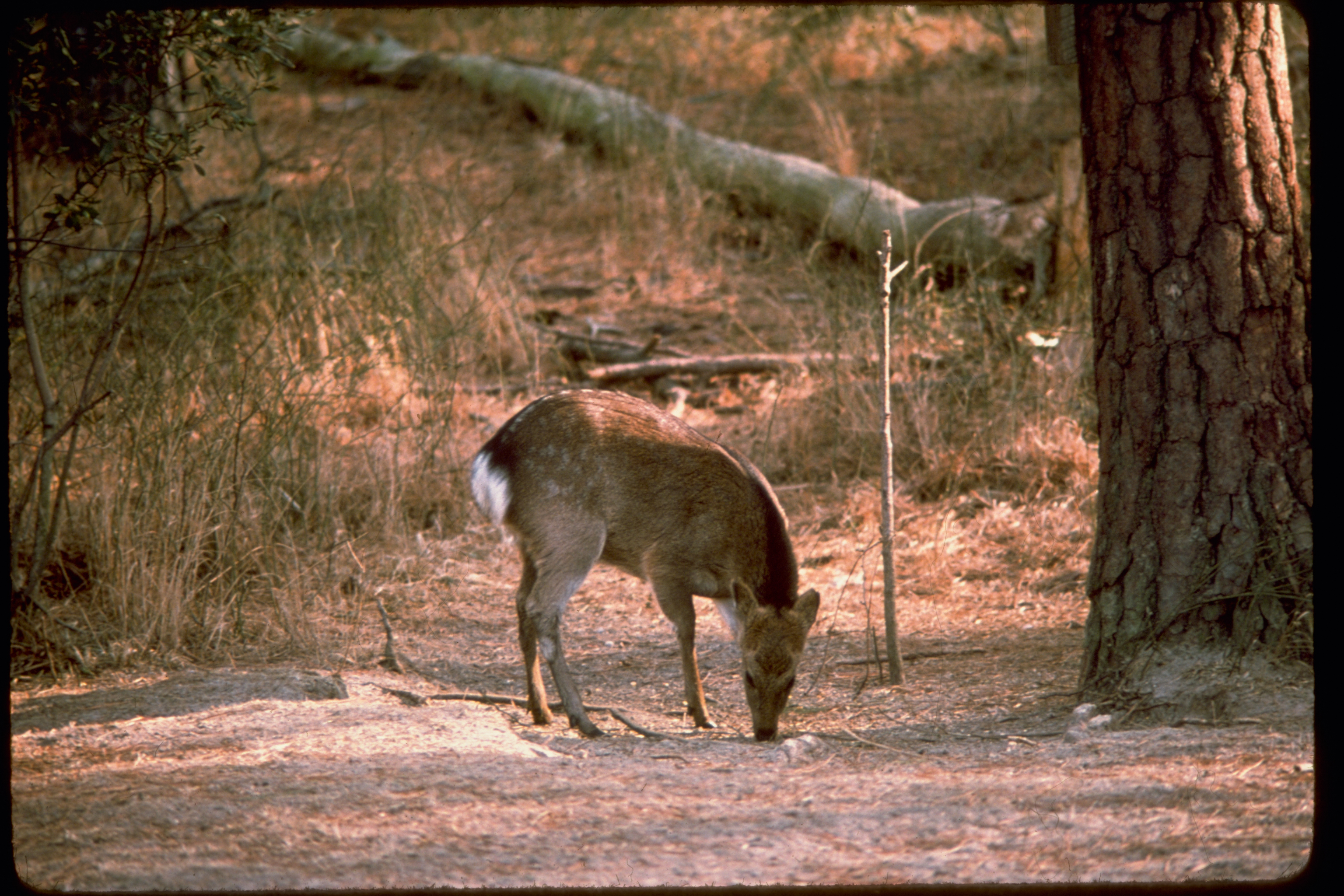
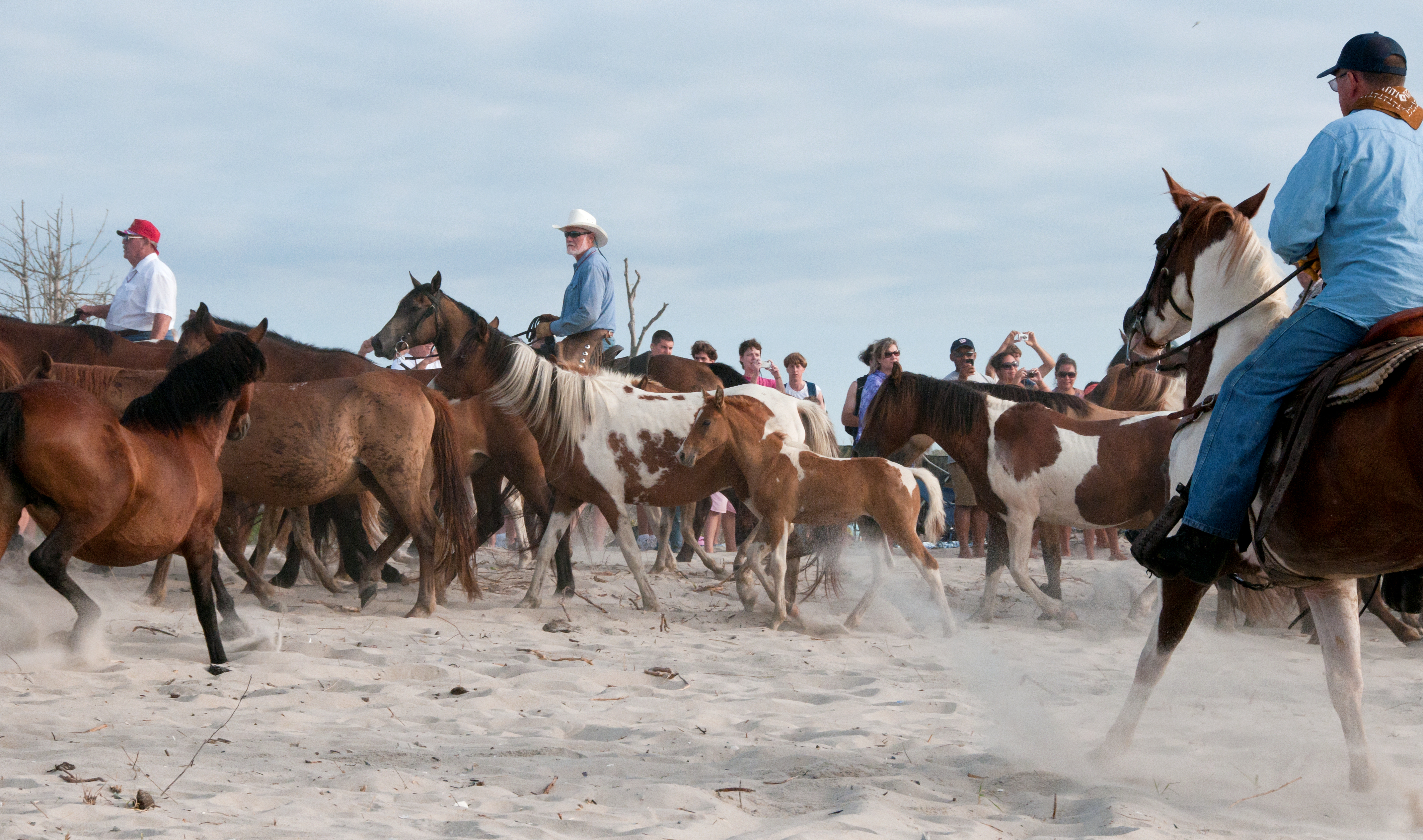
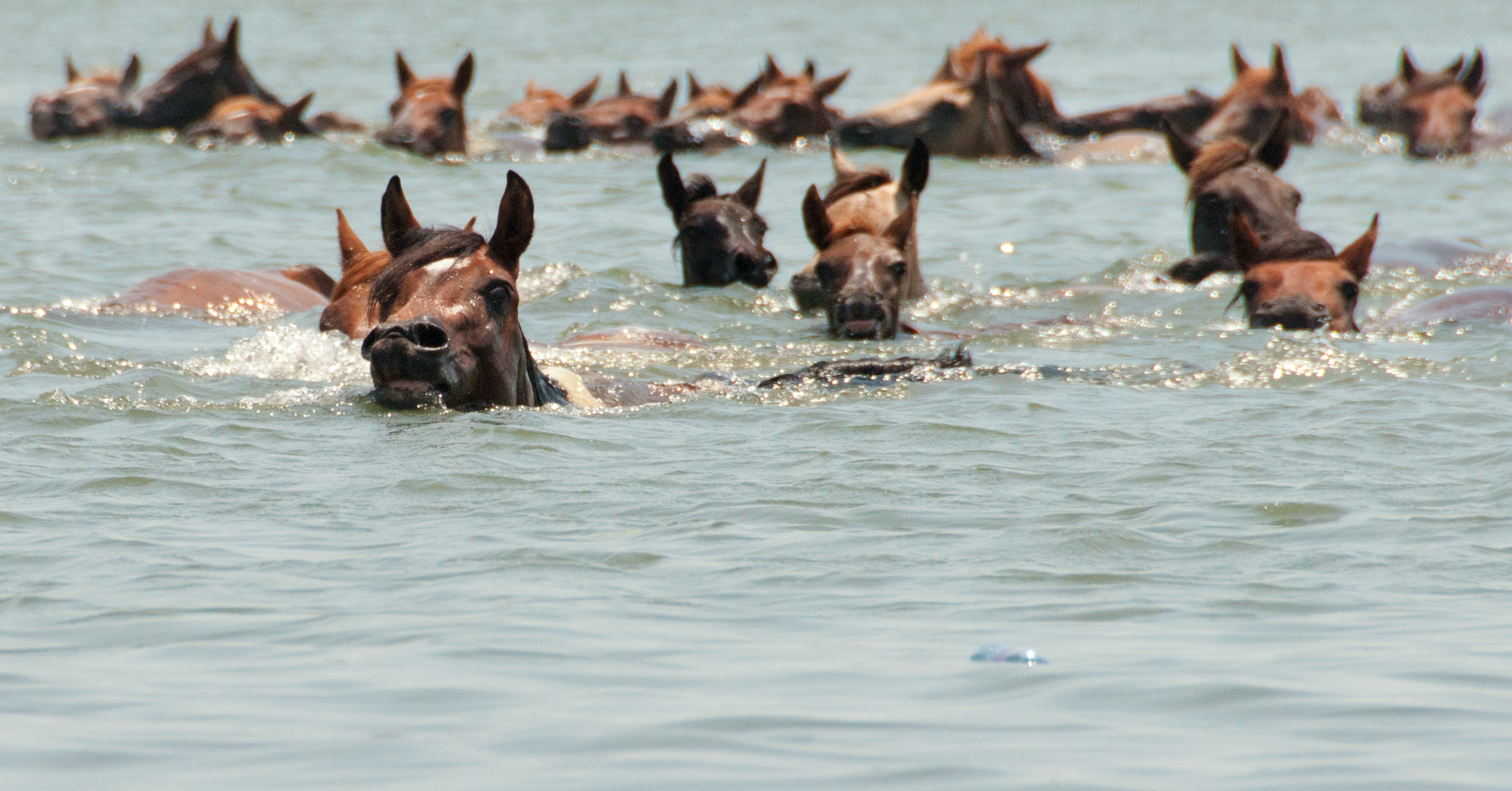